# Heliothelopsis
Heliothelopsis is een geslacht van vlinders van de familie grasmotten (Crambidae), uit de onderfamilie Odontiinae.

## Soorten
- H. arbutalis Snellen, 1875
- H. costipunctalis Barnes & McDunnough, 1914
- H. unicoloralis Barnes & McDunnough, 1914